# Esmé Miseria
Esmé Gigi Généviève Miseria es un personaje ficticio de la popular serie literaria "Una serie de eventos desafortunados" de Lemony Snicket. Ella es la sexta asesora financiera más importante de la ciudad, y una mujer muy desagradable. Su naturaleza como un snob es claramente demostrada gracias a su obsesión por lo que está de moda — o, como ella dice, "lo in." Esto puede ser tan inofensivo como decir que una soda de perejil es "lo in" o tan inconveniente como el apagar los ascensores porque están fuera de moda o "out," forzando así a que los visitante suban caminando hasta su departamento. Cuando ella adopta a los Baudelaire (supuestamente porque en ese tiempo los huérfanos eran "lo in" ) vive con su esposo Jerome en un enorme ático en el piso 66 del número 667 de la Avenida Oscura.
El nombre de Esmé es tomado del título Nueve Historias (Nine Stories) de J.D. Salinger, "Para Esmé con amor y sordidez," y el nombre de su esposo es tomado del primer nombre de Salinger. Esta es una de muchas de las referencias históricas literarias de Snicket. 'Sordidez' o Squalor en inglés también significa 'suciedad' o 'miseria' y casi siempre es utilizado para describir el hogar de alguien pobre, Daniel Handler comenta que ella cuenta con riquezas, pero tiene un pobre y carente mal espíritu.
También se sabe que las primeras y últimas iniciales de J.D. Salinger son J.S., las cuales son dos letras que aparecen constantemente dentro de las novelas. (p.e. Jerome Sordidez, Jacques Snicket, Justicia Strauss, etc.)
Mientras los Baudelaire se encuentran viviendo con los Miseria, Esmé conspira en secreto con el archivillano de la serie, Conde Olaf, él cual se disfraza como Günther el subastado extranjero de moda. Después de la "Subasta In," durante la cual Günther/Olaf crea un complicado plan para "salir limpio" del secuestro de los trillizos Quagmire, este escapa con Esmé en su auto. Aunque los Baudelaire intentan advertirle a ella sobre la verdadera identidad de Günther, ella confiesa que ya sabía todo, y también dice que él era su maestro de teatro. Después en La Villa Vil los Baudelaire escuchan por casualidad que ambos están saliendo juntos como novios. Más que novia de Olaf, ella actúa como otro de los compañeros de su grupo de teatro, aunque siempre tomando en cuenta lo que esta "in."
En El hospital hostil, Esmé fue enviada para destruir el "Archivo de Snicket", el cual es una de las piezas restantes de evidencia que puede enviar al Conde Olaf a la cárcel. Ella no pudo conseguir el archivo, principalmente porque las autoridades lo cambiaron con anticipación, pero también porque Klaus Baudelaire guarda la página trece en su bolsa. Ella logró capturar a Violet Baudelaire, pero poco después fue rescatada.
En El carnaval carnívoro, Esmé tiene una rivalidad en contra de Madame Lulu, esto se sabe ya que muestra miradas furiosas hacia la adivina y hace planes como lanzar a Lulu a los leones. En La pendiente resbaladiza, casi era tomada como rehén gracias a un plan que los Baudelaire junto con Quigley Quagmire tenían planeado para rescatar a Sunny Baudelaire, pero al último segundo el plan fue cancelado porque era un plan "demasiado vil" para los niños.
El Conde Olaf alaba a Esmé y a sus excelentes opiniones, ella es la única (además de Olaf) que puede sentarse en el asiento de enfrente del automóvil, y pudo leer el Archivo de Snicket cuando estuvo en manos enemigas. Esmé mima a Carmelita Polainas, y pronto le llega a "agradar" más Carmelita que el mismo Olaf. 
En El penúltimo peligro, Olaf y Esmé rompen su noviazgo después de la dramática escena de pelea con el "harpón". Su vestimenta en el libro es aun claramente más llamativa. Ella viste un " bikini de lechuga" con sandalias plateadas, lápiz labial color plata, y tiene tallado su nombre en las uñas. Al final, no se supo si Esmé logró escapar del incendio en el Hotel Denouement junto con Carmelita Polainas, pero la narración menciona que aun si lo logra, nunca volverá a encontrarse con los niños Baudelaire. La última vez que los Baudelaire la vieron, ella se encontraba en el segundo piso. También, su nombre de soltera se ha convertido en otro pequeño misterio dentro de la serie.

## Vestimenta
Ella ha tenido un gran número de extrañas vestimentas incluyendo:
- El ascensor artificioso - un traje de raya diplomática.
- La villa vil - Botas largas rojas, guantes blancos, casco de motocicleta (Disfrazada de Oficial de policía.)
- El hospital hostil - Bolsa en forma de ojo, abrigo de piel, velo, sombrero con plumas, y zapatos con las puntas del tacón afiladas (literalmente 'tacón stiletto' "stiletto heels).
- El carnaval carnívoro - Un largo vestido que dice: YO AMO A LOS FENÓMENOS, y un sombrero redondo con un rostro enojado en él.
- La pendiente resbaladiza - Un vestido diseñado para verse como un incendio.
- La cueva oscura - Un traje en forma de pulpo.
- El penúltimo peligro - Casi nada, excepto por algunas hojas de lechuga, sandalias plateadas y un par de binoculares.